# Asobara citri
Asobara citri är en stekelart som först beskrevs av Fischer 1963.  Asobara citri ingår i släktet Asobara och familjen bracksteklar. Inga underarter finns listade.